# Conseil de la magistrature du Québec
Pour les autres articles nationaux ou selon les autres juridictions, voir Conseil supérieur de la magistrature.
Le Conseil de la magistrature du Québec est l'organe chargé de « veiller au bon comportement des juges et de développer leurs connaissances. »